# Francisco Ribera Gómez
Francisco Ribera Gómez (Madrid, 1907 - Barcelone, 1996) est un peintre espagnol.

## Biographie
Il commence à travailler dans l'atelier de son père, José Ribera Blázquez, où il est influencé par des romantiques tels que Madrazo, Rosales et Esquivel. Puis il étudie à l'Académie royale des beaux-arts de San Fernando avec des professeurs renommés tels que José Moreno Carbonero (en), Julio Romero de Torres et Mateo Inurria. Il termine sa formation à El Paular et à Grenade sur deux ans en tant que boursier.
Sa première participation à l'Exposition nationale des beaux-arts de Madrid lui vaut des récompenses en 1928 et 1930. Dans les années trente, il produit ses brillantes affiches, avec lesquelles il remporte le concours d'affiches de bal masqué du Círculo de Bellas Artes à Madrid en 1931. En 1933, il est choisi pour illustrer la Foire Internationale de Barcelone. Cette même année, il s'installe à Barcelone en tant que directeur artistique de la société de publicité Walter Thompson.
Après la guerre, il continue de récolter des succès aux Expositions nationales des beaux-arts (1941, 1948 et 1950) et commence sa carrière d'enseignant en occupant depuis 1945 la chaire de dessin à l'École des Beaux-Arts de Barcelone, entre 1964 et 1972, sur les traces de Federico Marés,.
En 1946, il est nommé membre honoraire de l'Association espagnole des peintres et des sculpteurs. Un an plus tard, il reçoit le même honneur du Cercle des Beaux-Arts de Madrid, après avoir obtenu le prix du Ministère de l'Éducation au Salon d'automne. Il entre à l'Académie de San Fernando en 1967 et à la Real Academia de Bellas Artes de Santa Isabel de Hungría (en) à Séville en 1971.
À l'étranger, son travail est montré à diverses expositions individuelles à Cuba (1956 et 1958) et à Bruxelles (1964), où il obtient la médaille d'or du Syndicat d'initiative de la Ville de Bruxelles, aux Arts en Europe et à l'Exposition internationale de 1965. Sur la scène internationale, il a également reçu le diplôme et la médaille d'or Arts-Sciences-Lettres à Paris en 1968 et a été nommé chevalier de « l'Ordre de la République d'Italie » en 1971. Il expose souvent au Salon Cano de Madrid et aux galeries Augusta, La Pinacoteca et Argos de Barcelone.